# Pere Ventayol Suau
 Pere Ventayol Suau (Alcúdia, Mallorca, 21 de febrer de 1873-17 de maig de 1945) fou un farmacèutic i historiador mallorquí.
Va néixer al casal de "Ca'n Tem" al carrer de l'Església 14, de la ciutat d'Alcúdia en 1873. Es llicencià en farmàcia per la Universitat de Barcelona en 1899. A l'any següent guanyà la plaça d'apotecari titular d'Alcúdia, càrrec que va mantenir fins a la data de la seva mort.
Fou el primer historiador que va escriure obres de gran importància sobre la història local d'Alcúdia. Sobretot, destaca la seva obra Historia de Alcúdia en què en el primer volum parla de l'antiga capital balear dels romans, Pol·lència.
Fou corresponsal a Alcúdia de la premsa diària. Deixà inèdita una versió ampliada de la Història d'Alcúdia i un diari.
L'Ajuntament d'Alcúdia el va dedicar el nom a un passeig (a prop de l'església de St Jaume, que tant va estimar) i una placa commemorativa a la seva casa natal.
Mor a Alcúdia en 1945.
El 21 de juliol de 1982 fou nomenat Fill Predilecte d'Alcúdia, a títol pòstum amb la presència dels seus familiars.
Durant les festes de Nadal del 2008, el municipi d'Alcúdia reté un sentit homenatge a l'historiador Pere Ventayol Suau, quan es complien els 80 anys de la publicació de la seva obra "Historia de Alcúdia" en el periòdic "La Última Hora". Ventayol promogué l'orgull de ser alcudienc entre els ciutadans de la seva estimada Alcúdia. La família Ventayol i el Grup Serra, facilitaren imatges originals i l'ajuntament entregaren plaques commemoratives per aquest esdeveniment.

## Obres
- Oratorio de Nuestra Sra de la Victoria de Alcúdia (1917)
- L'Opuscle històric del Sant Crist i la seva capella(1918)
- Historia de Alcúdia Vol I, Vol II i Vol III. (1927-1928)
- Historia de la Muy Noble, Leal, Ilustre, Invicta... Ciudad Fidelísima de Alcúdia. Desde los tiempos prehistóricos hasta nuestros días. Palma 1982) Vol 1 i Vol 2 (escrits entre 1927/1928)

Obra publicada per capítols al diari Última Hora, i com articles al Butlletí de la Societat Arqueològica Lul·liana, com "Decadencia de Alcúdia hasta mediados del siglo XIX".
- La Visita del marqués de Rubí (1920) Visita del marquès a Alcúdia el dia 2 de febrer de 1715.- És una crònica històrica.